# Valduggia
Valduggia (Valdugia in piemontese, La Val in dialetto valsesiano) è un comune italiano di 1 841 abitanti della provincia di Vercelli in Piemonte.
Valduggia è un borgo di origine medievale situato nella bassa Valsesia, noto per aver dato i natali al pittore Gaudenzio Ferrari.

## Storia
L'origine del comune di Valduggia risale presumibilmente ai Galli (stando ad alcune fonti) oppure agli Uzzeni (secondo altre); in ogni caso l'etimologia del nome deriverebbe dalla parte più antica del borgo, detta appunto Uggia.
Proprio con un nome simile, Ucciae saltus et praedia, il territorio di Valduggia è già citato, tra i territori posti nel pagus Vercellensis, nelle tavole alimentari dell'imperatore Traiano del 108 d.C.
Documenti del Basso Medioevo fanno riferimento a un nucleo abitativo di "seicento anime" chiamato " Vallis Utiae" o "Vallis Uzzia".
Tale nome deriverebbe dalla presenza nella zona, specialmente in inverno, dell'uggia e della nebbia fitta.
Nella metà del 1500 l'abitato, insieme alle altre frazioni formava l' "Unione dei Monti di Sesio", con una legislazione propria.

Fu capoluogo della Valle o Corte Inferiore della Valsesia ed ebbe statuti propri, denominati Forma Statutorum Vallis Utiae & Monium Sexij Curiae Inferioris Vallis Sicidae, approvati e confermati da Gian Galeazzo Visconti, signore di Milano, il 20 marzo 1387, e successivamente riuniti e stampati a Milano nel 1646 ed in vigore sino al 1770, anno dell'entrata in vigore nel territorio comunale delle Regie Costituzioni del Regno di Sardegna.
Ebbe un proprio tribunale fino al 1817, anno in cui le sue funzioni vennero indirizzate presso il Tribunale Provinciale di Varallo.
Ai giorni nostri è un centro industriale di spicco per le apparecchiature idrauliche, in passato era conosciuto per le fonderie di campane.

### Simboli
Lo stemma e il gonfalone del comune di Valduggia sono stati concessi con decreto del presidente della Repubblica del 22 settembre 1963.
L'aquila che poggia gli artigli sui due crinali della valle è il simbolo della Valsesia.
Il gonfalone è un drappo di azzurro.

## Monumenti e luoghi d'interesse

### Architetture religiose

Chiesa parrocchiale di San Giorgio

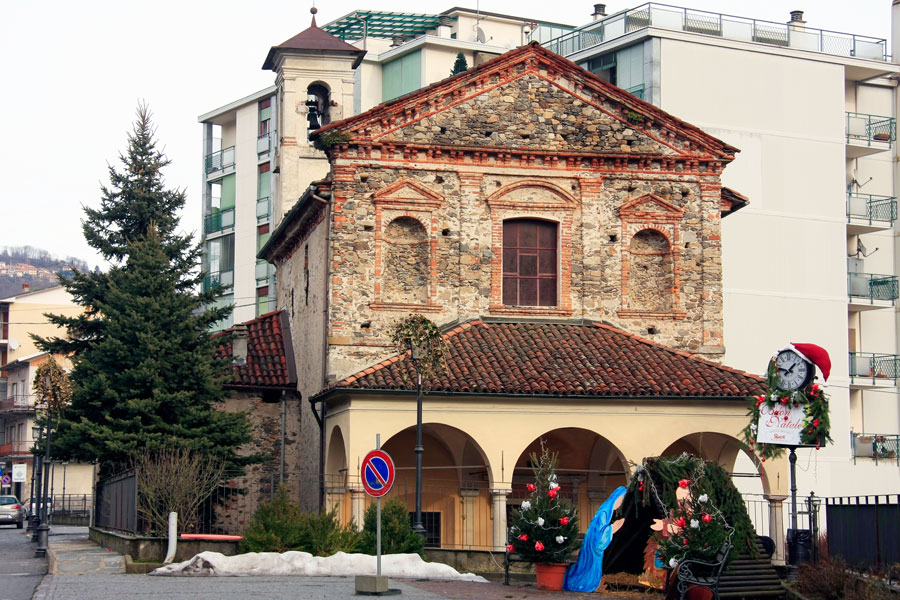
Oratorio di San Carlo e Santa Caterina

- Chiesa Arcipreturale di San Giorgio, costruita originariamente in stile romanico prima dell'anno 1000, nel 1539 la chiesa originale, ad una sola navata, venne ampliata alla dimensione attuale, che consta di tre navate, sostenute da colonne in granito. Nella terza cappella a sinistra si ammira una Natività attribuita a Gaudenzio Ferrari. Nella terza cappella a destra si trovano invece le spoglie di San Costanzo Martire, provenienti dalla Catacomba di Calepodio in Roma, donate alla chiesa dal parroco Giovanni Battista Arecco nel 1683 e conservate in un'urna costruita da Giacomo Gazzino di Torino. Nel coro è invece possibile ammirare un polittico, opera di Bernardino Lanino, allievo del Ferrari, dipinto nel 1564: in esso sono raffigurati la Vergine col bambino e San Giuseppe, sovrastati dal Padre Eterno e circondati dalle figure di venticinque santi.
- Chiesa di Santa Maria Assunta d'Invozio
- Oratorio di San Carlo
- Oratorio di San Rocco
- La Canonica di San Giorgio
- Ossario
- La Croce sulla Cima Bastia del Monte Fenera
- L'imponente Chiesa dei santissimi Andrea e Gaudenzio nella frazione di Zuccaro, decorata da meravigliosi affreschi raffiguranti l'Inferno, il Purgatorio e il Paradiso.

### Architetture civili
- Ponte della Barciuja

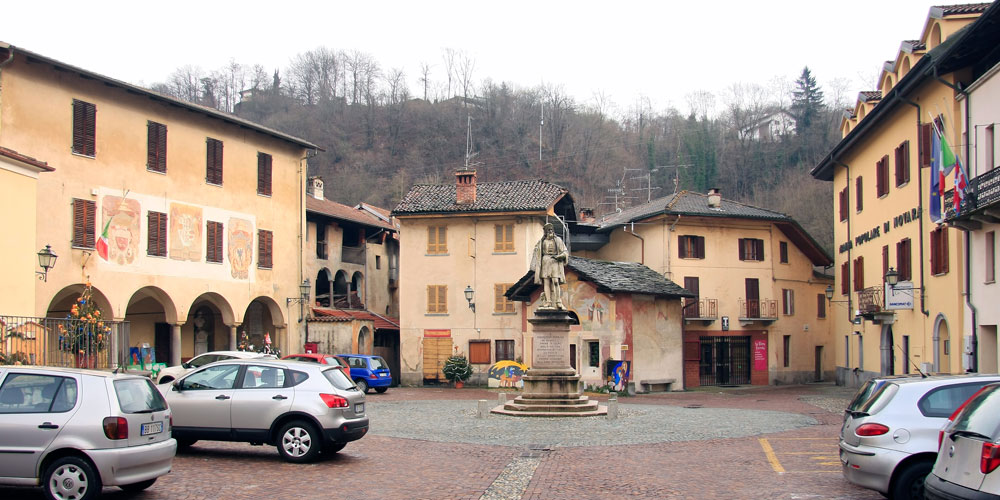
Piazza di Valduggia con il monumento a Gaudenzio Ferrari

- Monumento a Gaudenzio Ferrari, opera dello scultore Giuseppe Argenti, che venne inaugurato nel 1866
- Monumento a Giuseppe Gaudenzio Mazzola
- Pozzo delle lacrime, opera del 1920 fortemente voluta e in gran parte finanziata dal cavalier Giuseppe Chierichetti, che scelse lo scultore milanese Adolfo Wildt per commemorare i valduggesi caduti durante la Grande guerra. Il 4 novembre 1954 si inaugurarono ai lati del monumento originale due lampade votive e due cippi marmorei, opera dello scultore Silvio Zaniboni, per commemorare anche i valduggesi caduti durante la seconda guerra mondiale

(Adolfo Wildt)
- Casa Vinzio, sede dell'Ecomuseo della bassa Valsesia Colli di Seso
- Palazzo Gentile
- L'antico Palazzo Pretorio

## Società

### Evoluzione demografica
Abitanti censiti

## Economia

### Artigianato
Valduggia è rinomata per le sue attività legate alla produzione di campane e al settore tessile. La tradizione della produzione di campane ha radici profonde nella storia del paese, con artigiani locali che hanno tramandato nel tempo l'antica arte della fusione delle campane, creando opere d'arte sonora che hanno un ruolo significativo nelle celebrazioni e nelle tradizioni locali.
Inoltre, Valduggia ospitava l'azienda Ragno, un nome di spicco nel settore della maglieria. Fondata con una lunga tradizione familiare, l'azienda Ragno ha guadagnato fama per la sua qualità artigianale e l'innovazione nel design di capi di maglieria. La produzione di tessuti pregiati e l'attenzione ai dettagli hanno reso i prodotti dell'azienda Ragno molto apprezzati, sia a livello locale che nazionale. La combinazione di queste attività contribuisce a definire l'identità economica e culturale di Valduggia, rendendola un luogo unico che si distingue per la sua maestria artigianale e la sua ricca eredità industriale.

## Galleria d'immagini

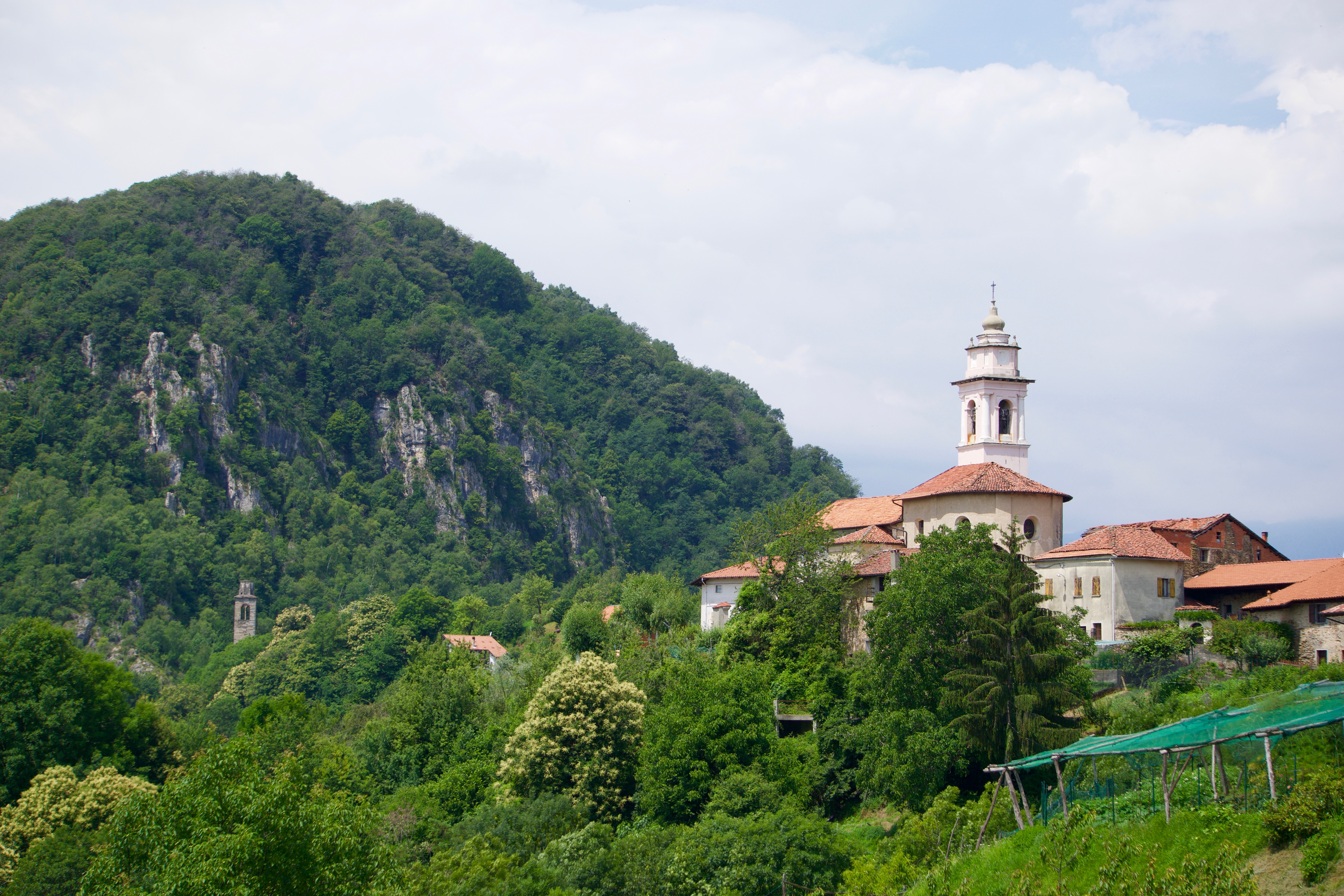
La frazione di Colma.
Soliva di Valduggia nel 1939.
La Chiesa Parrocchiale di Castagnola di Valduggia nel 1926.
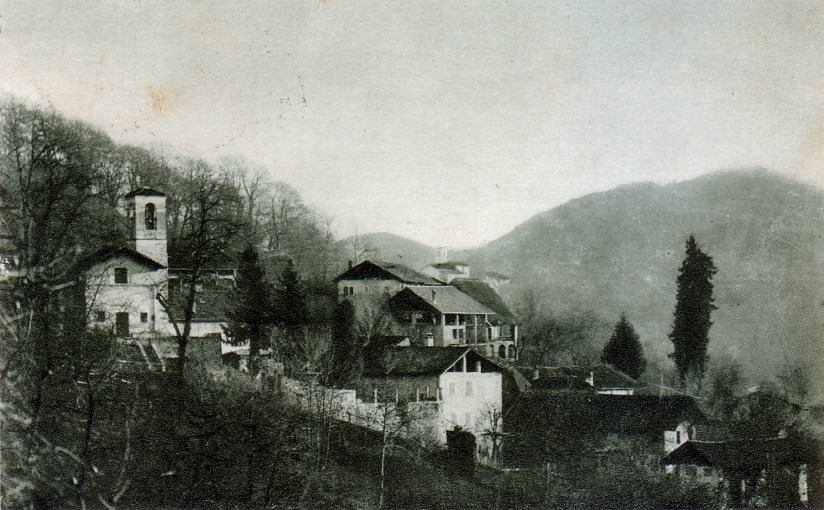
Rasco nel 1936

## Amministrazione
Di seguito è presentata una tabella relativa alle amministrazioni che si sono succedute in questo comune.
| Periodo        | Periodo          | Primo cittadino    | Partito                        | Carica  | Note  |
| -------------- | ---------------- | ------------------ | ------------------------------ | ------- | ----- |
| 26 giugno 1985 | 25 maggio 1990   | Alessandro Colombo | Democrazia Cristiana           | Sindaco | [ 7 ] |
| 25 maggio 1990 | 24 aprile 1995   | Guido Crevola      | Partito Socialista Italiano    | Sindaco | [ 7 ] |
| 24 aprile 1995 | 14 giugno 1999   | Guido Crevola      | centro-sinistra                | Sindaco | [ 7 ] |
| 14 giugno 1999 | 14 giugno 2004   | Guido Crevola      | lista civica                   | Sindaco | [ 7 ] |
| 14 giugno 2004 | 8 giugno 2009    | Piercarlo Zanetti  | lista civica                   | Sindaco | [ 7 ] |
| 8 giugno 2009  | 17 febbraio 2011 | Piercarlo Zanetti  | lista civica                   | Sindaco | [ 7 ] |
| 16 maggio 2011 | 6 giugno 2016    | Pier Luigi Prino   | lista civica Valduggia viva    | Sindaco | [ 7 ] |
| 15 giugno 2016 | 4 ottobre 2021   | Pier Luigi Prino   | lista civica Valduggia viva    | Sindaco | [ 7 ] |
| 4 ottobre 2021 | in carica        | Luca Chiara        | lista civica Noi per Valduggia | Sindaco | [ 7 ] |

## Frazioni
Una caratteristica distintiva nel territorio di Valduggia è un notevole numero di frazioni che arricchiscono la sua geografia. Questa particolarità offre una varietà di ambienti e stili di vita all'interno della stessa comunità, creando una ricca tessitura di tradizioni locali e paesaggi unici che riflettono la diversità culturale e storica del territorio.
- Allera
- Arlezze
- Bagiarelle
- Bertagnina
- Ca' Ciottino
- Ca' Giordano
- Ca' Romano
- Campiano
- Cantone
- Cavagliasche
- Cavagna
- Castagnola
- Cereto
- Cerianelli
- Colma
- Coloria
- Crabbia
- Folle
- Fossetti
- Galleria
- Lebbia
- Lumio
- Maretti
- Molino Ciottino
- Molino Rastelli
- Molino Strola
- Oraldo
- Orbruncio
- Orcarale
- Orlonghetto
- Orlungo
- Orpiattino
- Orsanvenzo
- Orsoletto
- Paradiso
- Pellicione
- Rasco
- Raschetto
- Rastiglione
- Romagnasco
- San Bernardo
- Seula
- Sizzone
- Soliva
- Sorzano
- Strona
- Valgemella
- Valpiana
- Varsaiga
- Zuccaro